# Personal fix
El personal fix està format per les persones treballadores que desenvolupen tasques estructurals en una empresa privada, o administració pública, i compten amb un contracte, o nomenament, de treball de caràcter no temporal.
La normativa que regula el treball de durada determinada és la Directiva sobre el treball de durada determinada aprovada pel Consell de la Unió Europea el 28 de juny de 1999. Posteriorment, el Tribunal de Justícia de la Unió Europea ha resolt diferents qüestions prejudicials vinculades a l'abús de temporalitat en el sector públic i a la necessitat de convertir en personal fix que es troben en aquesta situació com a mesura de càstig i prevenció.

## Història
El 28 de juny de 1999 el Consell de la Unió Europea va aprovar la Directiva sobre el treball de durada determinada que té per objecte: "a) millorar la qualitat del treball de durada determinada garantint el respecte al principi de no-discriminació"; i "b) establir un marc per evitar els abusos derivats de la utilització de contractes successius o relacions laborals de durada determinada".
El 19 de març de 2020 el Tribunal de Justícia de la Unió Europea va dictar una sentència en la qual declara que la clàusula 5 de l'Acord Marc sobre el Treball de Durada Determinada, celebrat el 18 de març de 1999, que figura a l'annex de la Directiva 1999/70, s'ha d'interpretar en el sentit que s'oposa a una normativa i a una jurisprudència nacionals en virtut de les quals la renovació successiva de relacions de servei de durada determinada es considera justificada per «raons objectives». A més, estableix que les clàusules 2, 3, apartat 1, i 5 de l'Acord Marc sobre el Treball de Durada Determinada esmentat, s'han d'interpretar en el sentit que, en cas d'utilització abusiva per part d'un ocupador públic de relacions successives de servei de durada determinada, el fet que l'empleat públic de què es tracti hagi consentit l'establiment o la renovació d'aquestes relacions no priva, des d'aquest punt de vista, de caràcter abusiu al comportament de l'ocupador de manera que aquest Acord Marc no sigui aplicable a la situació d'aquest empleat públic.
El 22 de febrer de 2024 el Tribunal de Justícia de la Unió Europea va dictar una sentència en la qual s'estableix que a falta de mesures adequades en el dret nacional per prevenir i, si escau, sancionar, els abusos derivats de la utilització successiva de contractes temporals, inclosos els contractes indefinits no fixos prorrogats successivament, la conversió d'aquests contractes temporals en contractes fixes pot constituir aquesta mesura.
El 13 de juny de 2024 el Tribunal de Justícia de la Unió Europea va dictar una altra sentència que va en la mateixa direcció que la del 22 de febrer de 2023, atès que estableix de nou que a falta de mesures adequades en el dret nacional per prevenir i, si escau, sancionar, els abusos derivats de la utilització de contractes successius o relacions d'ocupació de durada determinada, la conversió d'aquests contractes successius o relacions d'ocupació de durada determinada en contractes o relacions d'ocupació per temps indefinit pot constituir aquesta mesura. Els col·legis de l'advocacia es van fer ressò de la sentència tot recordant, entre d'altres, que el TJUE insisteix en el fet que l'estat està obligat a fer fixes els interins de l'administració pública que encadenen diferents contractes temporals per a prevenir i castigar abusos. També diferents advocats consideren a partir de la sentència que la conversió dels successius contractes temporals en contractes indefinits pot ser una mesura aplicable directament pels jutges. D'altra banda, arran de la sentència, es van celebrar diferents manifestacions d'interins per reclamar la fixesa i la implementació efectiva de la sentència, entre les quals cal destacar la de Barcelona organitzada per la Plataforma d'Afectats per la Funció Pública.

## Jurisprudència
El Tribunal de Justícia de la Unió Europea ha dictat les sentències següents en relació amb el treball de durada determinada i el fix:
- Sentència del Tribunal de Justícia de 19 de març de 2020, ECLI:EU:C:2020:219.
- Sentència del Tribunal de Justícia de 22 de febrer de 2024, ECLI:EU:C:2024:149.
- Sentència del Tribunal de Justícia de 13 de juny de 2024, ECLI:EU:C:2024:496, que estableix que a falta de mesures adequades en el dret nacional per prevenir i, si escau, sancionar, els abusos derivats de la utilització de contractes successius o relacions d'ocupació de durada determinada, la conversió d'aquests contractes successius o relacions d'ocupació de durada determinada en contractes o relacions d'ocupació per temps indefinit pot constituir aquesta mesura.